# Alectorolophus
Alectorolophus is een geslacht van rechtvleugeligen uit de familie veldsprinkhanen (Acrididae). De wetenschappelijke naam van dit geslacht is voor het eerst geldig gepubliceerd in 1898 door Karl Brunner-von Wattenwyl.

## Soorten
Het geslacht Alectorolophus omvat de volgende soorten:
- Alectorolophus applicatus Brunner von Wattenwyl, 1898
- Alectorolophus bimaculatus Kirby, 1914
- Alectorolophus deceptor Ramme, 1941
- Alectorolophus guttulosus Ramme, 1941
- Alectorolophus lineatus Ramme, 1941
- Alectorolophus mutator Ramme, 1941
- Alectorolophus obscoenus Brunner von Wattenwyl, 1898
- Alectorolophus sororum Ramme, 1941
- Alectorolophus speciosus Brunner von Wattenwyl, 1898
- Alectorolophus unilobatus Brunner von Wattenwyl, 1898